# フォセット - Cafe au Le Ciel Bleu -
『フォセット -Cafe au Le Ciel Bleu-』（フォセット カフェ・オ・ル・シエル・ブルー）は、戯画より発売された人気作『ショコラ』、『パルフェ』、『この青空に約束を―』の3作をまとめたファンディスク。
タイトルの「フォセット(fossette)」はフランス語でえくぼの意味。副題の「Cafe au Le Ciel Bleu」は同じく「喫茶店と青空」といった意味で、元となる3作品を指している。

## 内容
『パルフェ』『この青空に約束を―』の番外編や後日談、クイズゲーム、メモリアルモードを収録。3作品合同のファンディスクを謳っているものの、『ショコラ』についてはクイズとメモリアルモードでしか扱っていないため、実質『パルフェ』『この青空に約束を―』の2作品のファンディスクである（ただし、後述のように快適な環境で『ショコラ』をプレイすることができるため、恩恵がないというわけではない）。また、本作ではSDキャラマスコットをメッセージウィンドウに座らせることができる。『パルフェ』『この青空に約束を―』の13人が使用可能であり、『ショコラ』の7人については予約特典CDのアップデートパッチをあてることで使用可能になる。また、今作のショートストーリーのシナリオには、同じ企画屋の味塩ロケッツをはじめ、様々なシナリオライターが参加している。

## 登場人物
登場人物については、ショコラ 〜maid cafe "curio"〜#登場人物、パルフェ 〜ショコラ second brew〜#登場人物、この青空に約束を―#登場人物の各項を参照。

## ストーリー
表示されているシナリオを読み終えることで、選択可能なシナリオが増えていく仕組みになっている。『SIDE TSUGUMI-SEVEN』『SIDE FAMILLE』はタイトル/シナリオライターの順、『SIDE TSUGUMI-SEVEN APPENDED』はタイトル/元に収録されていた媒体の順で記述する。

### 『SIDE TSUGUMI-SEVEN』
『この青空に約束を―』の後日談や番外編を収録。
- 『たたかう幼なじみ』 / 橘ぱん
- 『「静」と「しず」の憤慨』 / 神堂劾
- 『いけない!さえちゃん先生』 / 日野亘
- 『わたしのかけら』 / 木緒なち
- 『あたしにも、翼をください』 / 騎西ソアラ
- 『獅子身中の虫より腹の虫』 / 手塚とりぽか
- 『この冬空に歌声を-』 / 丸戸史明
- 『陽だまりのヴァージンロード』 / 七烏未奏

### 『SIDE FAMILLE』
『パルフェ』の後日談や番外編を収録。
- 『カトレア記念日』 / 丸戸史明
- 『迷える羊と魑魅魍魎』 / 味塩ロケッツ
- 『かすりんの恋愛塾FINAL』 / 渡辺僚一
- 『脱カトレア記念日』 / 丸戸史明
- 『里伽子抄』 / 丸戸史明

### 『SIDE TSUGUMI-SEVEN APPENDED』
クイズのポイントと引き換えで入手する『この青空に約束を―』の短編集。全て丸戸史明執筆。内容はWebドラマやファンブック収録の短編などの既出シナリオをADV化または再収録したものである。
- 『桐嶋沙衣里シリーズVol.1 女子大生沙衣里 甘い罠・恥辱の就職活動』 / 公式サイト上のWebドラマ
- 『新入生は専業主婦？』 / 公式サイト上のWebドラマ
- 『すべてはつぐみ寮のために』 / 公式サイト上のWebドラマ
- 『いっしょにはいろ』 / 公式サイト上のWebドラマ
- 『おこたとおせちとおとそとお年玉』 / 公式サイト上のWebドラマ
- 『プレ・プロローグ』 / 公式サイト上のWebドラマ
- 『プレ・プロローグ その2』 / 『この青空に約束を―』予約特典ドラマCD
- 『パシられて南栄生島』 / 『この青空に約束を―』TECH GIAN体験版
- 『この星空に思い出を-』 / 『この青空に約束を― オフィシャルファンブック』

### 『EXTRA』
- 上記の3シリーズのストーリーの他に『ショコラ』、『パルフェ』、『この青空に約束を―』を題材としたクイズ『クイズ!茜&チロルのクリスタルパフェ大作戦』を収録している。難易度は3作品をプレイしていれば普通に分かる問題から重箱の隅をつつくような問題までかなりの差がある。
- 『ショコラ』、『パルフェ』（それぞれRe-Orderにも対応）、『この青空に約束を―』をインストールしていればそれらのCG、回想、音楽、イベント、キャラ（立ち絵＆背景画、初登場）といったおまけモードを3作品まとめて、最新のインターフェイス「差し替え新CG等」（＋ちびキャラマスコット）で楽しめる。殊にシステム面の劣悪さを指摘されるショコラを快適に楽しむのに有効である。ただし、オリジナルソフトでしか楽しめない場面もあるので注意が必要である。またキャラモードは「フォセット」で追加された分やキュリオ本店での玲愛など細かな差分には対応していないが、「この青空に約束を―」本編では使われなかった浅倉奈緒子の体操服姿が閲覧できる。

## スタッフ
- シナリオ：丸戸史明 with 企画屋 、味塩ロケッツ with 企画屋、木緒なち ほか
- 原画：ねこにゃん
- 背景美術：草薙
- 企画/制作：戯画
- ちびキャラマスコット/Webコミック：猫野おせろ

## CD

### 音楽CD
- 初回特典4枚組CD（パッケージリニューアル版にも付属）
  - 「ショコラ オリジナルサウンドトラック」
  - 「パルフェ オリジナルサウンドトラック」
  - 「この青空に約束を― オリジナルサウンドトラック Disc1」
  - 「この青空に約束を― オリジナルサウンドトラック Disc2」
- 予約特典CD（1枚）
  - 「茜＆チロルのアレ」
  - 「ボイスドラマ かしましカルテットのパジャマパーティ」
  - 「フォセット オリジナルサウンドトラック」
  - 「ショコラ ちびキャラマスコットパッチ」

## 注意
2007年1月末avast! antivirusによって本プログラムが誤検出され、以後起動できなくなるという問題が発生した。2010年6月現在も解決されていない。